# Distretti della Malaysia
I Distretti della Malaysia sono una suddivisione amministrativa di secondo livello della Malaysia, dopo gli stati federati. Nei due stati della Malaysia Orientale (Sabah e Sarawak) i distretti sono la suddivisione di terzo livello, in quanto preceduti dalle divisioni.

## Suddivisione per stato
Johor 
Lo stato di Johor è diviso in 10 distretti:
|    | Distretto                | Capoluogo      | Area (km²) | Popolazione (2010) |
| -- | ------------------------ | -------------- | ---------- | ------------------ |
| 1  | Distretto di Batu Pahat  | Batu Pahat     | 1 878      | 401 902            |
| 2  | Distretto di Johor Bahru | Johor Bahru    | 1 817,8    | 1 334 188          |
| 3  | Distretto di Kluang      | Kluang         | 2 851      | 288 364            |
| 4  | Distretto di Kota Tinggi | Kota Tinggi    | 3 488      | 187 824            |
| 5  | Distretto di Kulai       | Kulai          | 753        | 245 294            |
| 6  | Distretto di Mersing     | Mersing        | 2 838      | 69 028             |
| 7  | Distretto di Muar        | Muar           | 1 376      | 239 027            |
| 8  | Distretto di Pontian     | Pontian Kechil | 907        | 149 938            |
| 9  | Distretto di Segamat     | Segamat        | 2 851      | 182 985            |
| 10 | Distretto di Tangkak     | Tangkak        | 970        | 51 555             |

 Kedah
Il Kedah è diviso in dodici distretti. 
|    | Distretto                  | Capoluogo                 | Area (km²) | Popolazione (2010) |
| -- | -------------------------- | ------------------------- | ---------- | ------------------ |
| 1  | Distretto di Baling        | Baling (distretto urbano) | 1 529      | 132 304            |
| 2  | Distretto di Bandar Baharu | Serdang                   | 269        | 41 352             |
| 3  | Distretto di Kota Setar    | Alor Setar                | 665        | 357 176            |
| 4  | Distretto di Kuala Muda    | Sungai Petani             | 923        | 443 488            |
| 5  | Distretto di Kubang Pasu   | Jitra                     | 948        | 214 479            |
| 6  | Distretto di Kulim         | Kulim                     | 765        | 281 260            |
| 7  | Distretto di Langkawi      | Kuah                      | 467        | 92 784             |
| 8  | Distretto di Padang Terap  | Kuala Nerang              | 1 357      | 61 970             |
| 9  | Distretto di Pendang       | Pendang                   | 626        | 93 598             |
| 10 | Distretto di Pokok Sena    | Pokok Sena                | 244        | 48 347             |
| 11 | Distretto di Sik           | Sik                       | 1 635      | 66 387             |
| 12 | Distretto di Yan           | Yan Setar                 | 242        | 66 606             |

 Kelantan 
Lo stato di Kelantan è diviso in undici distretti:
|    | Distretto                | Capoluogo   | Area (km²) | Popolazione (2010) |
| -- | ------------------------ | ----------- | ---------- | ------------------ |
| 1  | Distretto di Bachok      | Bachok      | 264        | 126 350            |
| 2  | Distretto di Gua Musang  | Gua Musang  | 8 104      | 86 189             |
| 3  | Distretto di Jeli        | Gua Musang  | 1 329      | 39 170             |
| 4  | Distretto di Kota Bharu  | Khota Baru  | 409        | 468 438            |
| 5  | Distretto di Kuala Krai  | Kuala Krai  | 1 329      | 104 234            |
| 6  | Distretto di Machang     | Machang     | 554        | 89 118             |
| 7  | Distretto di Pasir Mas   | Pasir Mas   | 578        | 180 878            |
| 8  | Distretto di Pasir Puteh | Pasir Puteh | 433        | 113 191            |
| 9  | Distretto di Tanah Merah | Tanah Merah | 868        | 115 949            |
| 10 | Distretto di Tumpat      | Tumpat      | 168        | 147 191            |
| 11 | Distretto di Lojing      | Lojing      |            |                    |

 Malacca
La Malacca è suddivisa in tre distretti:
|   | Distretto                     | Capoluogo  | Area (km²) | Popolazione (2010) |
| - | ----------------------------- | ---------- | ---------- | ------------------ |
| 1 | Distretto di Malacca Centrale | Malacca    | 214        | 484 885            |
| 2 | Distretto di Alor Gajah       | Alor Gajah | 903        | 173 712            |
| 3 | Distretto di Jasin            | Jasin      | 677        | 131 539            |

Negeri Sembilan
Il Negeri Sembilan è suddiviso in sette distretti:
|   | Distretto                 | Capoluogo    | Area (km²) | Popolazione (2010) |
| - | ------------------------- | ------------ | ---------- | ------------------ |
| 1 | Distretto di Jelebu       | Jelebu       | 1 368      | 26 608             |
| 2 | Distretto di Jempol       | Jempol       | 1 386      | 61 308             |
| 3 | Distretto di Kuala Pilah  | Kuala Pilah  | 1 090      | 43 791             |
| 4 | Distretto di Port Dickson | Port Dickson | 558        | 101 073            |
| 5 | Distretto di Rembau       | Rembau       | 414        | 29 595             |
| 6 | Distretto di Seremban     | Seremban     | 951        | 314 502            |
| 7 | Distretto di Tampin       | Tampin       | 878        | 57 506             |

 Pahang
 Penang
 Perak
 Perlis
 Sabah
 Sarawak 
 Selangor 
 Terengganu 
Lo stato di Terengganu è suddiviso in otto distretti:
|   | Distretto                    | Capoluogo       | Area (km²) | Popolazione (2010) |
| - | ---------------------------- | --------------- | ---------- | ------------------ |
| 1 | Distretto di Besut           |                 |            |                    |
| 2 | Distretto di Dungun          |                 |            |                    |
| 3 | Distretto di Hulu Terengganu | Hulu Terengganu |            |                    |
| 4 |                              |                 |            |                    |
| 5 |                              |                 |            |                    |
| 6 |                              |                 |            |                    |
| 7 |                              |                 |            |                    |
| 8 |                              |                 |            |                    |